# Li Yanan
Li Yanan (27 de abril de 1994) es una deportista china que compite en judo. Ganó dos medallas de oro en el Campeonato Asiático de Judo, en los años 2019 y 2021, ambas en la categoría de –48 kg.

## Palmarés internacional
| Campeonato Asiático | Campeonato Asiático | Campeonato Asiático | Campeonato Asiático |
| Año                 | Lugar               | Medalla             | Categoría           |
| ------------------- | ------------------- | ------------------- | ------------------- |
| 2019                | Fujairah (EAU)      | Medalla de oro      | –48 kg              |
| 2021                | Biskek (Kirguistán) | Medalla de oro      | –48 kg              |